# Reina de Ophir amb joies d'or
La Reina de Ophir amb joies d'or és un personatge bíblic, que apareix en el Salm 45 del llibre dels Salms.  És considerada una figura profètica de la Virgem Maria. Comentari de la Nova Bíblia Catòlica (NBC) La Bíblia afirma que "la nova i definitiva aliança que s'estén a tots els pobles. La Litúrgia s'inspira en aquest salm per a celebrar el compliment més impressionant d'aquestes núpcies místiques: la Virgem Maria, Reina i Esposa del Rei, i aquells que, seguint-la, van escollir Cristo com el seu Espòs".

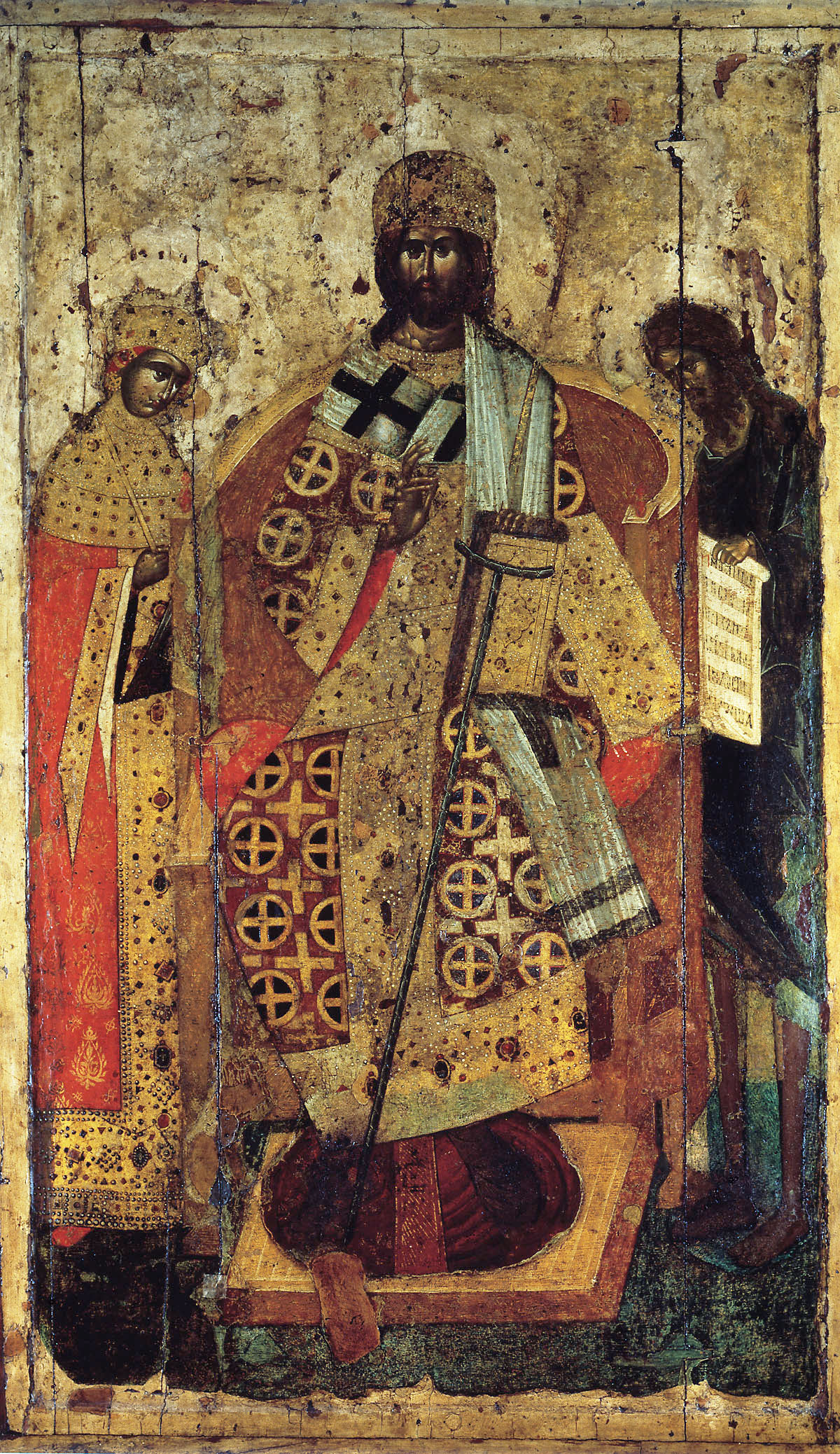
La icona russa "La Reina està a la seva dreta", Catedral de la Dormição, Moscou

El Proto-Evangeli de Tiago compte que, quan Maria, als tres anys, va ser enviada al temple pels seus pares, una comitiva de donzelles virgens, agafant candeias de dues a dues, van acompanyar-a fins a la seva destinació. Allà la va rebre el sacerdot, el qual, després de tenir-la beijado, la va beneir i va exclamar: — El Senyor va engrandir el teu nom davant de totes les generacions, puix que, a la fi dels temps, manifestarà en tu la seva redenção als fills d'Israel. Així, es va complir la profecia de Salms 44 (45), de què la núvia seria presentada al Rei per una comitiva d'altres virgens. Els primers versículos parlen sobre el més bell de tots els fills dels homes, ple de gràcies i benediccions eternes, l'heroi defensor de la veritat i de la justícia, aquest és Jesucrist, el Messias i fill de Déu. El versículo 10 apunta aquesta tal reina Virgem com estant a la dreta del rei, el que té una simbologia de gran honraria. Ja els versículos 14 i 15, com interpreta sa Màxim, parlen sobre com la filla d'aquest rei, que més cedeixo es va revelar com el propi Déu (v. 7) es va presentar a ell tota bella, amb vesteixes brodades en or i roupagens multicores, més cedeixo (v.12) és exposat que la bellesa de la Virgem encanta el Rei, el seu Pare, el que ens apunta que la formosura i luxe de les seves robes representen els diversos colors de les seves diverses virtuts i el valor preciós, com que d'or, de totes les seves qualitats, amb les quals va ser ornamentada al llarg del seu creixement.

## Interpretació com la Virgem Maria
El catolicisme sosté que la segona meitat del Salm 45 és sobre la Virgem Maria. Ella és la “reina daurada de Ofir” (v.9); la seva bellesa tan desitjada pel rei no és la seva aparença exterior, però el seu cor (v.13); i que l'Església és representada per les virgens que l'acompanyen (v. 14), i que la veneren (v.12). Per a entendre això, primer hem d'entendre la posició de la reina en l'Antic Testament. La reina no era l'esposa del rei, però la seva mare. El rei acostumava tingui moltes esposes, però només una mare. A l'Església Ortodoxa també divideixen aquesta mateixa interpretació amb l'Església Catòlica.